# 篠原秀吉
篠原 秀吉（しのはら ひできち、1886年1月5日 - 1971年7月8日）は、日本の新聞記者、実業家。上毛新聞社社長。「無冠の帝王」「社会の木鐸」という2つの言葉を体現したような人格者として知られた。また、学生時代から柔道で鳴らし、講道館8段という経歴から日本体育協会評議員を務めるなど、スポーツ環境の整備に尽力した人物としても名高い。父は篠原叶（上毛新聞社初代社長）。正四位勲三等に叙せられた。群馬県前橋市出身。

## 経歴
- 1911年　早稲田大学政治経済学部を卒業し、上毛新聞社に入社
- 1926年　上毛新聞社編集局長に就任
- 1939年　上毛新聞社社長に就任
- 1962年　上毛新聞社会長に就任
- 1971年　死去

上毛新聞社社長のほかに、中央共同募金会理事・群馬県観光協会会長・群馬造士会会長・群馬県報道委員会委員長・群馬県広報委員会委員長・上毛文化協議会会長・前橋ロータリークラブ会長・群馬県共同募金会会長などの要職を歴任した。

## スポーツ社長
学生時代に講道館に入門。嘉納治五郎の門下生として稽古に励んだ。最終的に講道館8段に昇段した。
スポーツ団体の要職を歴任し、スポーツ界に大きく貢献した。主なものを挙げれば、群馬県体育協会会長・群馬県柔道クラブ会長・群馬県アマチュアレスリング協会会長・群馬県柔道連盟会長・群馬県スポーツ振興協議会会長・日本体育協会評議員・全日本柔道連盟評議員・日本体育協会理事などが挙げられる